# Парк Тіволі (Любляна)
Парк Тіволі (Park Tivoli) найбільший парк в Любляні, столиці Словенії, що існує з 1813 року.
Він розташований у північно-західній частині центральної частини міста та простягається до району Шишка на півночі, району Віл — на півдні та району Рожнік — на заході. Кілька помітних будівель та мистецьких робіт розташовані у парку.
Парк Тіволі — найбільший парк міста, його площа складає 500 га (5 квадратні кілометри). З 1984 року він входить до складу ландшафтного парку Тіволі — пагорб Рожнік — пагорб Шишка.

## Історія
Парк Тіволі був розбитий за планом інженера Жана Бланшара в 1813 році, коли Любляна була адміністративним центром французьких Іллірійських провінцій.
Парк поєднав два існуючих парки — парк біля замку Тіволі (на той час називався Подтурн Манор) і парк біля особняка Цекін. Парк отримав свою нинішню назву в другій половині XIX століття після того, як тут розташувалась літня резиденція Товариства Казино, а також парк розваг, бар і кафе.
Ставок прямокутної форми був викопаний в 1880 році в південно-західній частині парку, його розміри: довжина 140 м, ширина 50 м, глибина 0,9 -1,3 м. Спочатку ставок призначався для рибного лову, а також для катання на човнах влітку і для катання на ковзанах взимку.
У 1894 році в парку було створено дендрарій, його очолив чеський садівник Вацлав Хейнік, який став першим професійним садівником у Тіволі.
У 1920—1939 роках в парку була проведена реконструкція під керівництвом Йоже Плечніка, який також спроєктував проспект Якопіч (Jakopič Promenade), з'єднав замок Тіволі з Люблінським замком через вулиці Цанкар і Чоп, площу Прешерна і Потрійний міст. В цей період в парку були прокладені алеї і численні пішохідні стежки, створені квіткові композиції і фонтани, встановлені статуї.
У XX столітті в саду були побудовані спортивні споруди, що дозволяють займатися різними видами спорту, включаючи літній басейн «Іллірія» (1929), палац спорту «Тіволі» (1965), критий басейн з тренажерним залом (1973), тенісні корти, баскетбольні майданчики й поле для мінігольф. Також тут з'явився дитячий майданчик (1942), невеликий ботанічний сад та оранжерея.

## Основні визначні пам'ятки

### Замок Тіволі
Замок в Тіволі побудований в XVII столітті на руїнах попереднього замку. Спочатку належав єзуїтам. У середині XIX століття замок був перебудований в неокласичному стилі фельдмаршалом Йозефом Радецьким (1766—1858), після чого він прийняв сучасний вид. У 1864 році австрійський скульптор Антон Домінік Фернкорн (1813—1878) відлив чотири чавунні собаки, які були встановлені перед замком. нині в замку розташований Міжнародний центр графічного мистецтва.

### Особняк Цекін
Особняк Цекін знаходиться на північній околиці парку Тіволі. Особняк був побудований в 1720 році Леопольдом Ламбергом за проєктом віденського архітектора Фішера фон Ерлаха. З 1951 року в приміщенні особняка знаходиться Національний музей сучасної історії Словенії (Muzej novejše zgodovine Slovenije).

### Палац спорту «Тіволі»
Палац спорту являє собою комплекс, що складається з двох багатоцільових критих спортивних арен біля особняка Цекін. Комплекс, побудований за проєктом архітектора Мар'яна Божича та інженера Станко Блоудека, був відкритий в 1965 році. Велика льодова арена під час проведення хокейних матчів вміщує 7000 осіб. При трансформації на проведення баскетбольних матчів кількість місць зменшується до 6000. Баскетбольний зал малої спортивної арени вміщує 4500 осіб.

## Галерея фотографій парку Тіволі

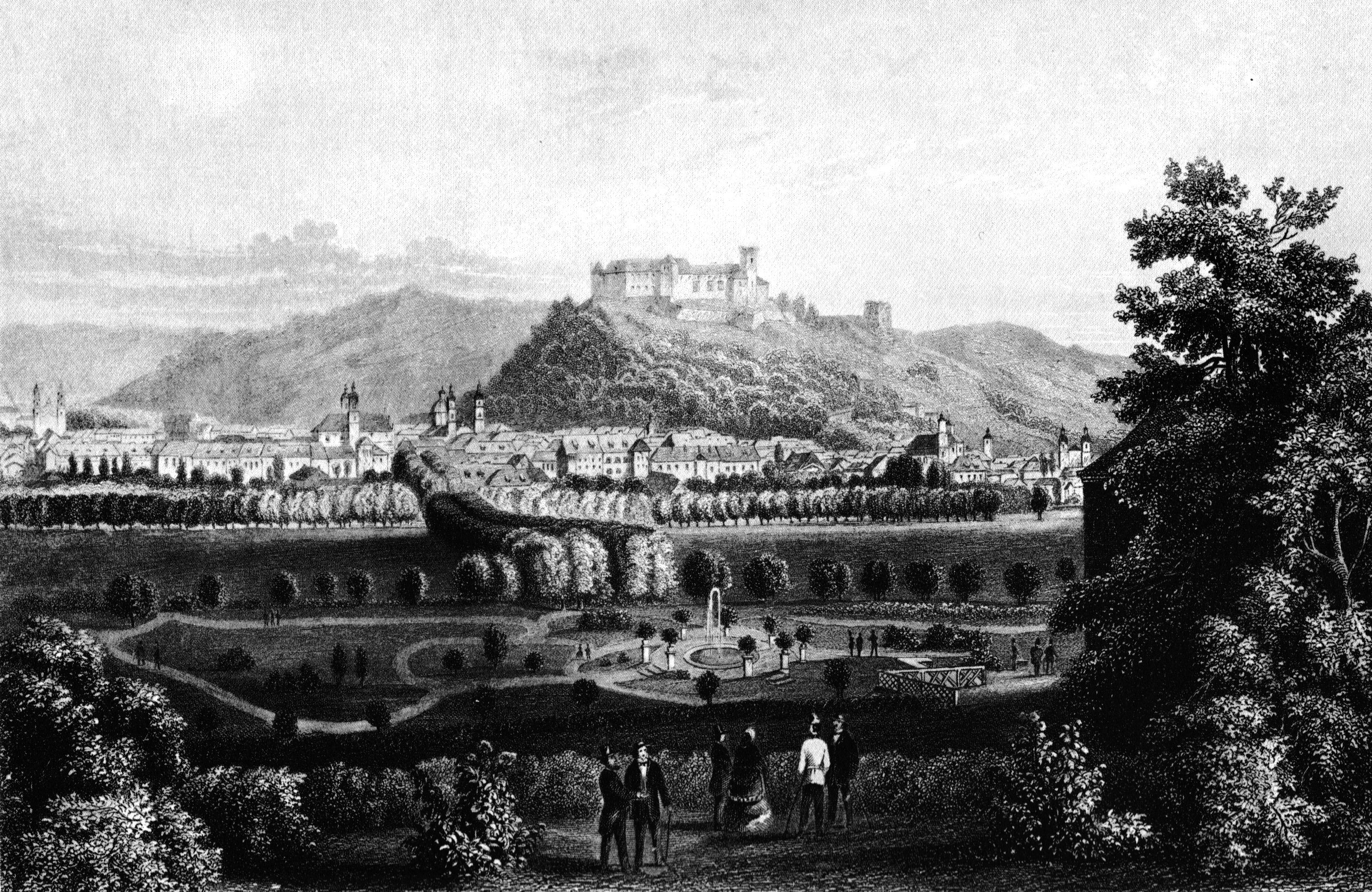
Парк Тіволі в 1850 році
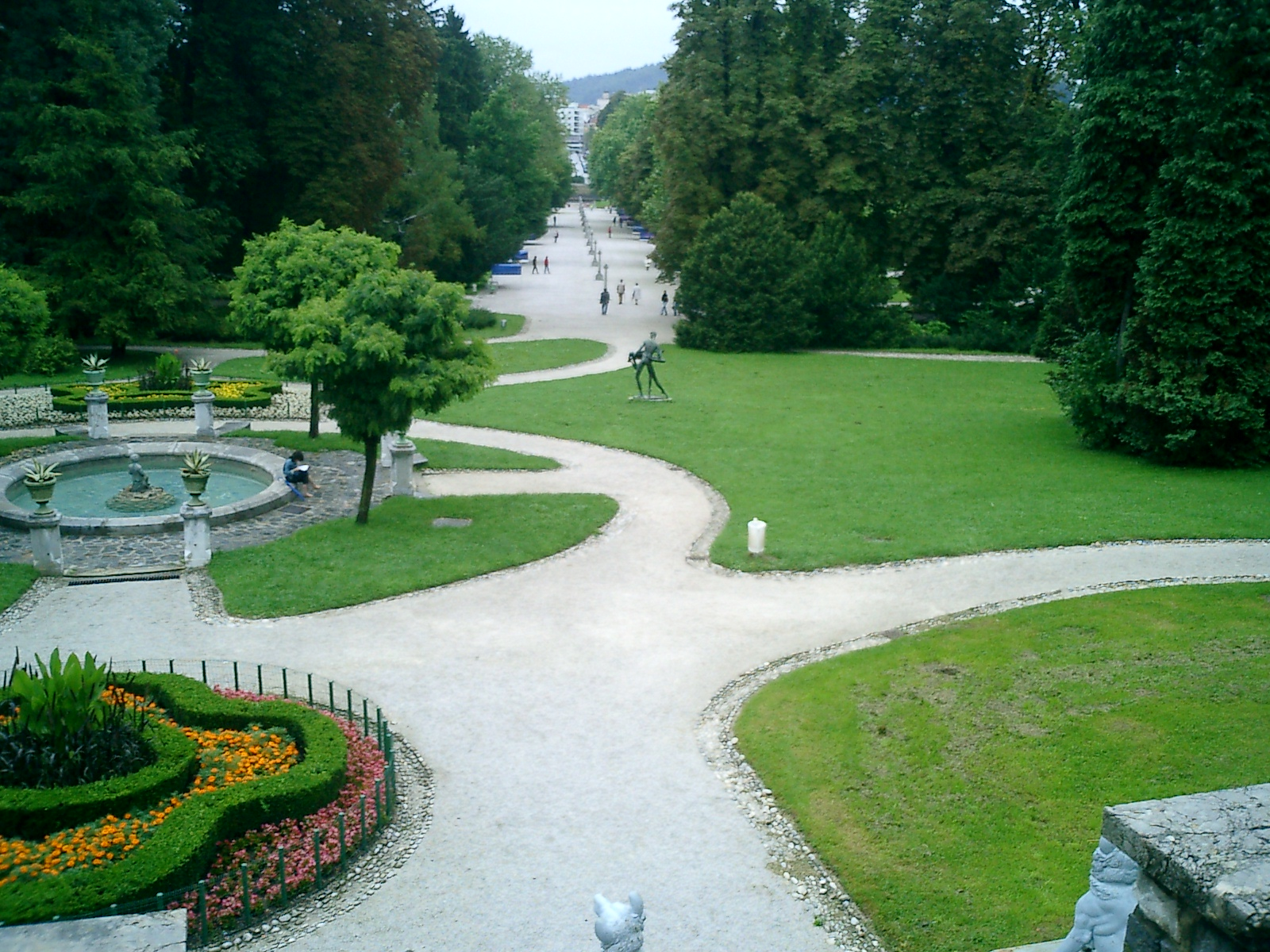
Парк Тіволі (вид з боку замку)
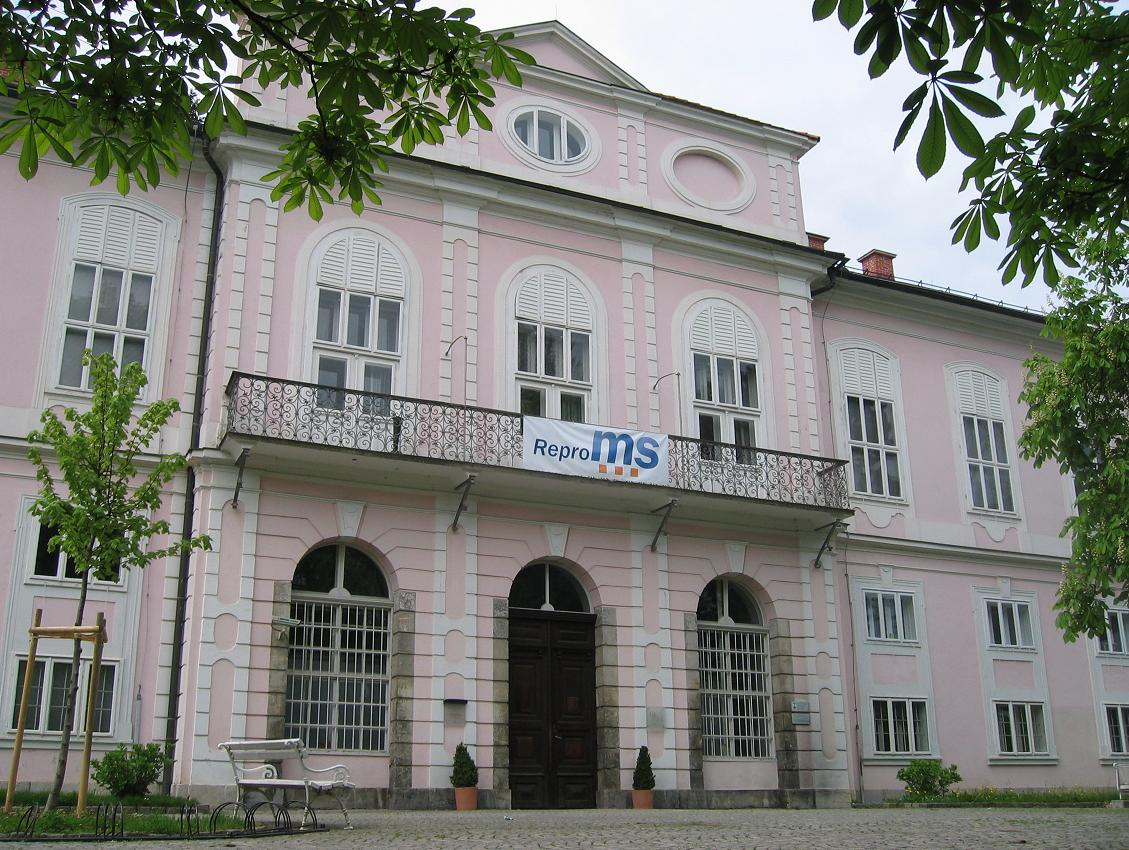
Особняк Цекин
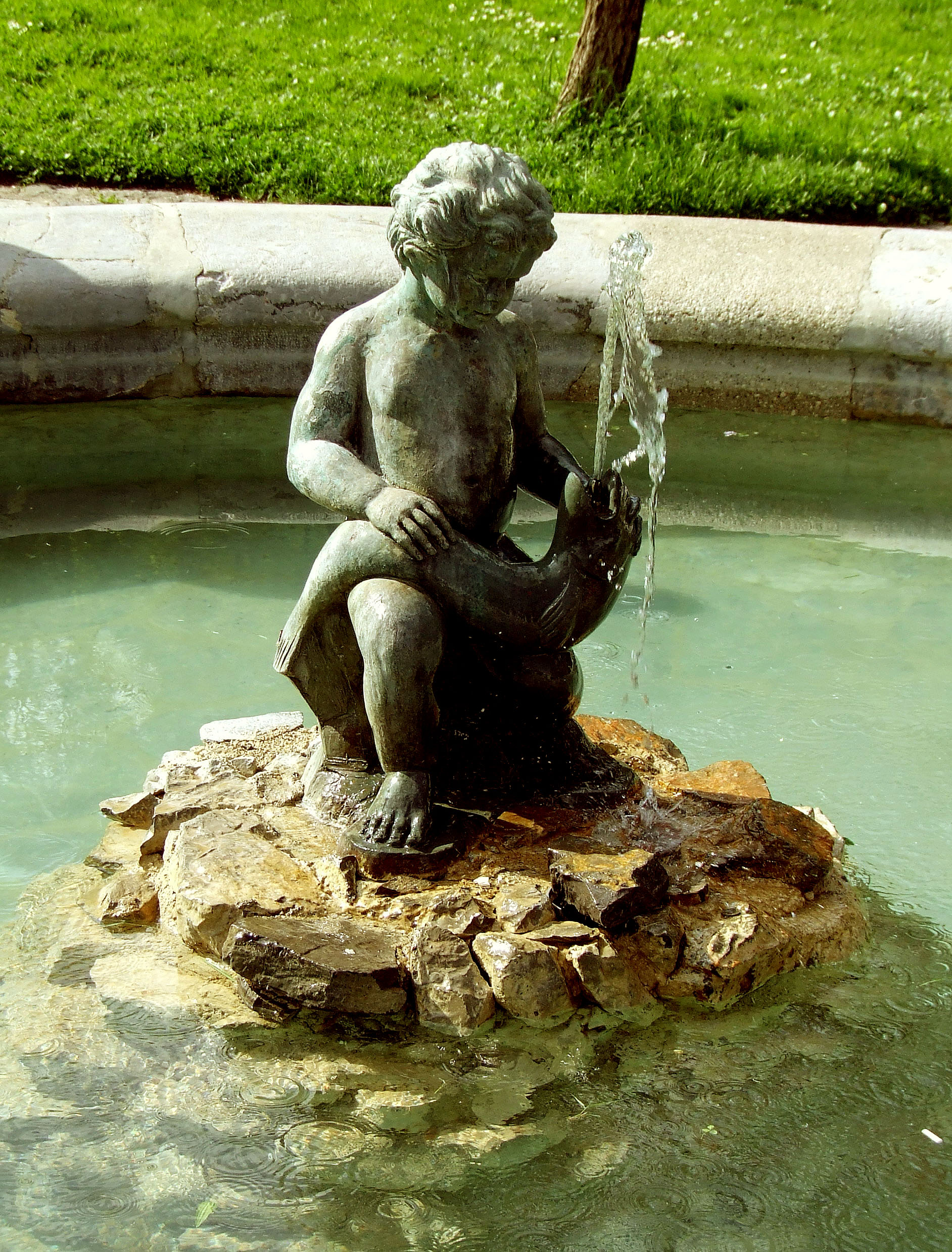
Фонтан «Хлопчик із рибою»
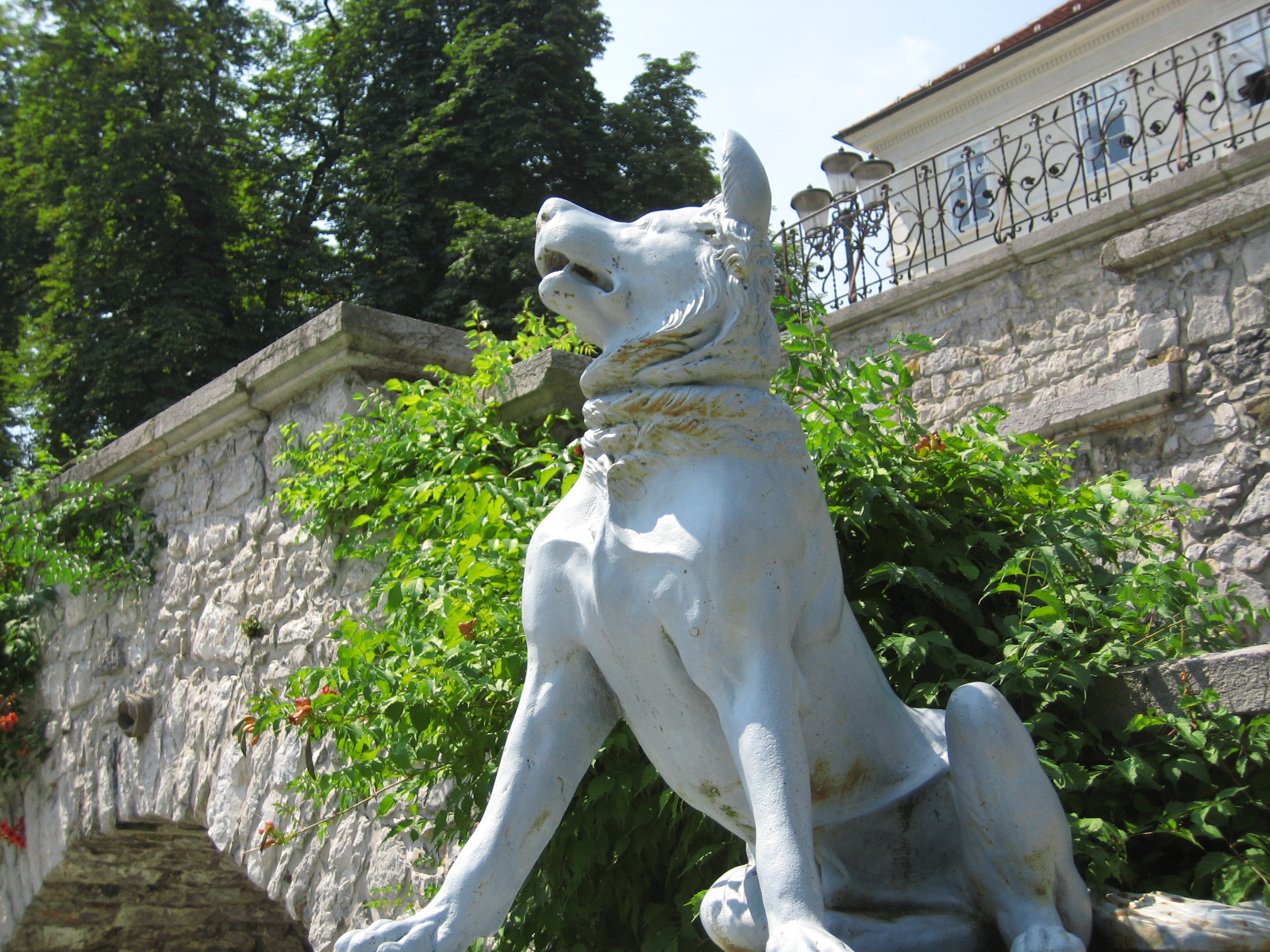
Статуя собаки біля замку Тіволі
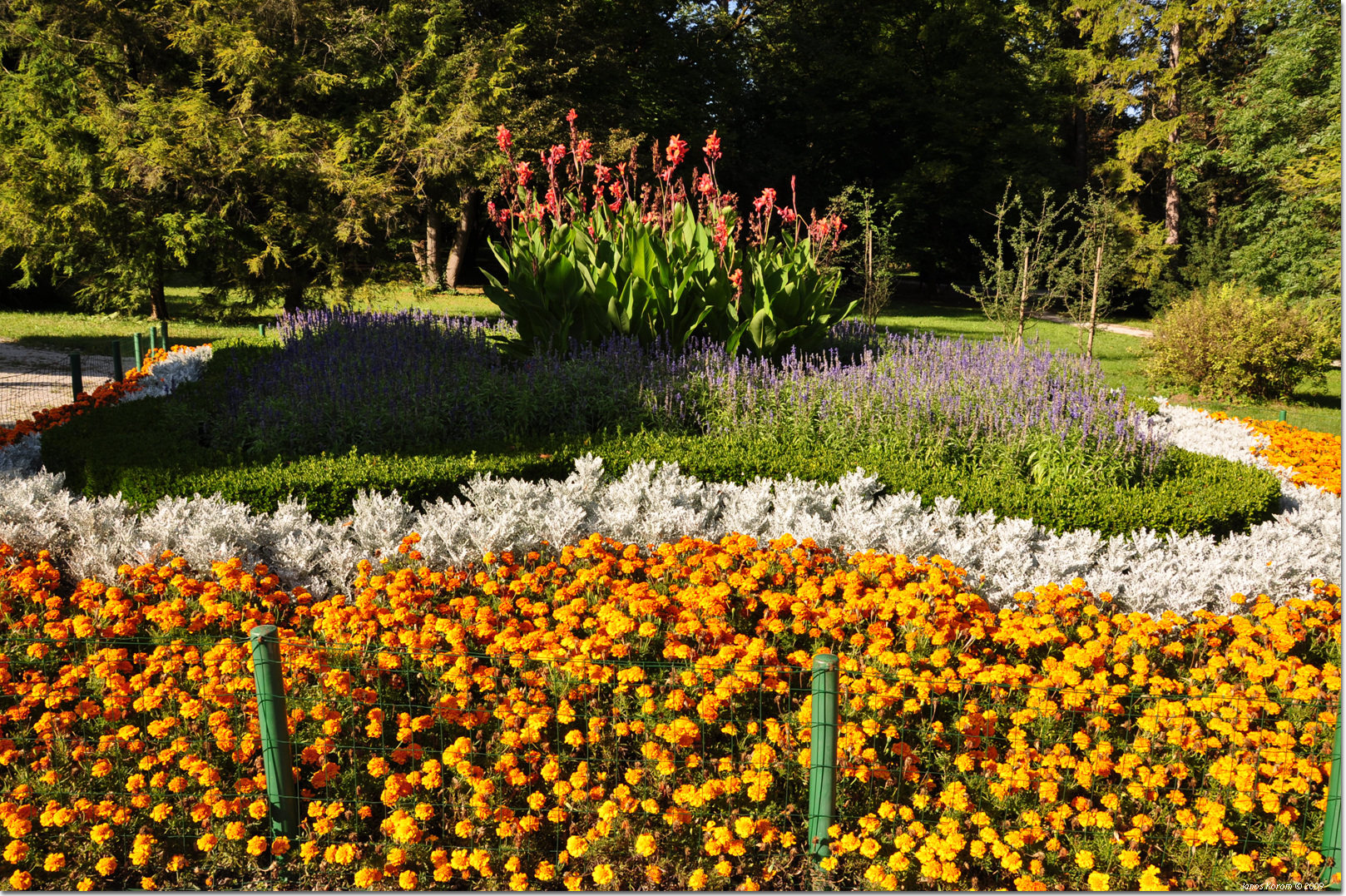
Квіткова композиція в парку
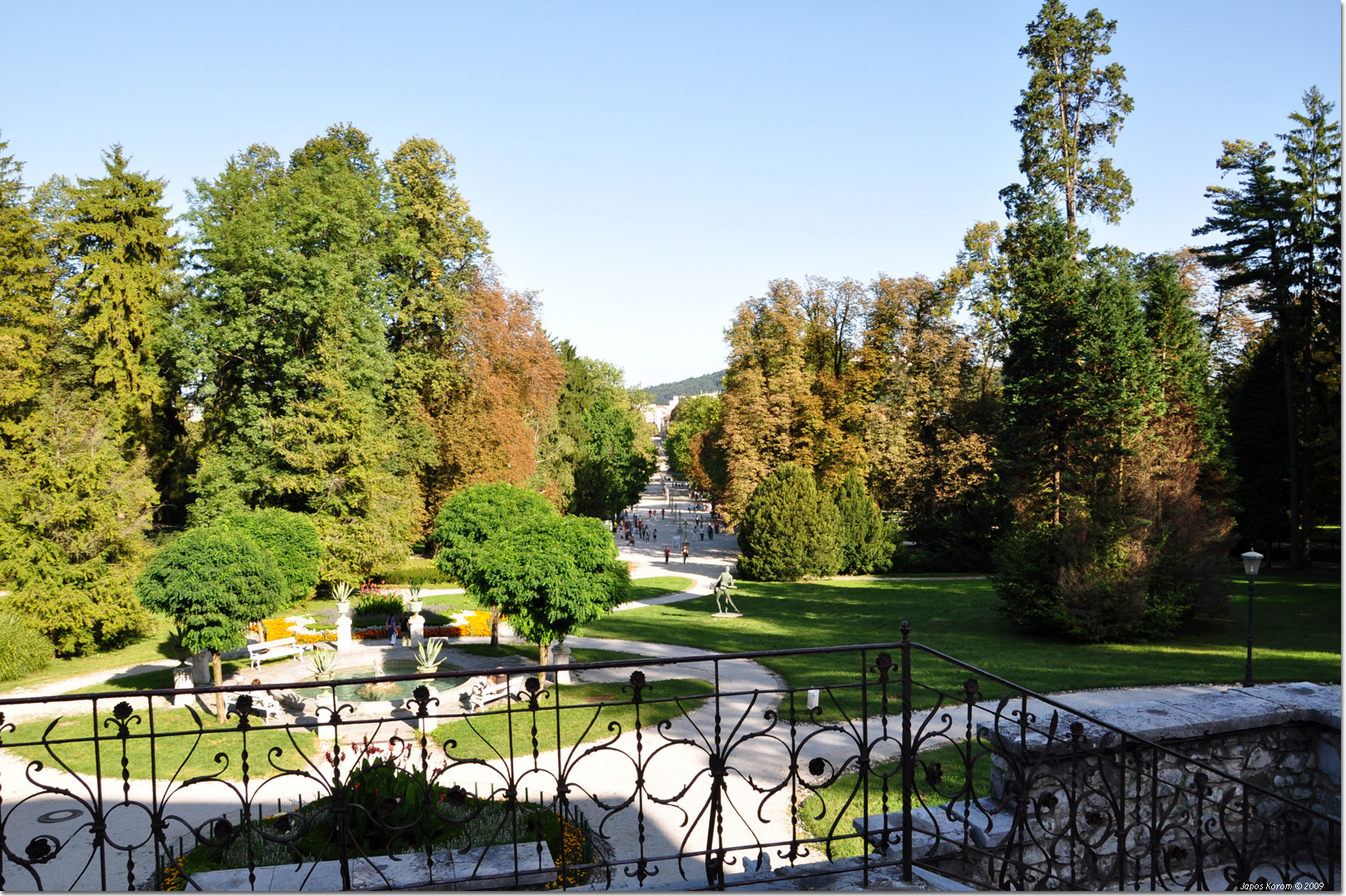
Осінній парк